# Дов Бер Шнеури
Дов Бер Шнеури или Довбер Шнеури био је кабалист и други рабин хасидијског покрета код Јевреја-Хабад. Рођен је у Љозни, Витепско војводство, Руска Империја (данас део Белорусије) 13. новембра 1773, оцу Шнеур Залману. Умро је 16. новембра 1827. у селу Нижин, Руска Империја, данас део Украјине.
Дов Бер Шнеури познат је као Средњи рабин (јидиш: מיטעלער רבי, хебрејски: אדמו״ר האמצעי). Први је рабин који је живео у селу Љубавичи, по коме организација данас носи име - Хабад Љубавичи.